# Alberto Curamil
Alberto Pascual Curamil Millanao, né en 1974, est un leader mapuche chilien qui porte le titre traditionnel de lonco. Il est un activiste reconnu pour la protection de l'environnement dans la zone sud du Chili. Il a été récompensé en 2019 par le Prix Goldman pour l'Environnement. Comme l'a souligné le jury, cette récompense lui a été attribuée pour l'activité méritoire par laquelle « en surmontant poursuites et attaques violentes à son encontre, il a uni les Chiliens pour empêcher la construction de deux projets hydroélectriques et protéger une rivière sacrée ».
En août 2018, Curamil fut arrêté, accusé d'avoir pris part à une activité criminelle. Les observateurs, à l'unanimité, pensent qu'il a été arrêté pour son rôle dans l'arrêt des projets hydroélectriques. Après une campagne locale et internationale d'ampleur, il a finalement été acquitté de tous chefs d'accusation et libéré en décembre 2019.

## Contexte et trajectoire
Le lonco Alberto Curamil est porte-parole de l'organisation Alliance Territoriale Mapuche, consacrée à la protection des rivières et forêts natifs de la région de la Araucanía. Il est aussi membre et représentant du Lof Radalko de Curacautín, et un activiste reconnu de la récupération des espaces et pratiques ancestraux, ainsi que de la préservation de la langue native Mapudungún.
Le Ministère de l'Énergie du Chili a annoncé entre 2010 et 2015 la réalisation de dizaines de grands projets hydroélectriques sur les rivières de La Araucania. Dans le cadre de ce plan de développement énergétique, deux entreprises privées d'énergie (SwissHydro et Agrisol) avaient l'intention de bâtir, avec l'appui du gouvernement du Chili, deux centrales hydroélectriques de grande envergure (Alto Cautín et Doña Alicia) dans les lits de la Rivière Cautín, en plein territoire mapuche et sans l'accord des communautés.
La défense du flux naturel de l'eau dans cette «rivière sacrée» pour les mapuches, ainsi que de ses écosystèmes fluviaux et de ses rives est devenue le cœur de l'activité du Lonco Curamil.
La première arrestation de Curamil a eu lieu en 2014, lorsqu'il a été arrêté par les Carabineros avec deux autres leaders mapuches lors d'une manifestation, accusés de perturber la paix et de causer des troubles publics. D'après les médias à cette occasion, aussi bien lui que son épouse enceinte ont été frappés violemment par la police.
En mai 2016 le mouvement mené par Curamil a eu du succès et l'Agence de Services Environnementaux a annulé le projet hydroélectrique Alto Cautín et en décembre de la même année, le Troisième Tribunal Environnemental a décidé l'arrêt du projet hydroélectrique Doña Alicia en signalant le défaut de consultation des mapuches et le manque d'une évaluation précise des impacts écologiques du projet.
Deux ans plus tard, en août 2018, la police a arrêté à nouveau Alberto Curamil, ainsi que le Werkén Álvaro Millalén, pour des présumés délits liés à une attaque. Il furent détenus dans la prison de Temuco. Les dirigeants mapuches, à travers leurs propres canaux de diffusion, ont qualifié cette arrestation et le lien avec l'assaut de « grossier montage de la police » et ont annoncé qu'ils démontreraient lors du jugement que Curamil et Millalen se trouvaient dans une autre ville le jour des faits. Finalement ils furent acquittés et libérés en décembre 2019.
Le 29 avril 2020, Alberto Curamil a été gravement blessé lors d'une manifestation organisée pour protester contre l'incendie de la maison d'Elena Paine, porte-parole de la communauté mapuche. Il s'agissait d'une manifestation pacifique, avec des familles. Selon Curamil, "La police est arrivée avec toute sa puissance, tirant à bout portant. Alors que nous partions en voiture, un pick-up de la police nous a pris en chasse et rattrapés, et ils ont commencé à tirer. Mon neveu et mon fils qui étaient à l'arrière se sont mis au sol pour éviter les tirs. Une bombe lacrymogène lancée par la vitre arrière m'asphyxiait, alors je me suis arrêté. Lorsque j'ai sorti ma jambe j'ai senti l'éclat d'un tir dans ma cuisse gauche, puis un deuxième tir dans mon dos. Une bombe lacrymogène m'a frappé dans le dos et jeté au sol. Ils tiraient à moins de 3 mètres." Les docteurs ont retiré des balles de son corps, mais il en reste quatre qui n'ont pu être enlevées parce qu'elles sont trop enfoncées.